# Pteronymia yungava
Pteronymia yungava är en fjärilsart som beskrevs av Richard Haensch 1905. Pteronymia yungava ingår i släktet Pteronymia och familjen praktfjärilar. Inga underarter finns listade.